# Castianeira quadrimaculata
Castianeira quadrimaculata är en spindelart som beskrevs av Eduard Reimoser 1934. Castianeira quadrimaculata ingår i släktet Castianeira och familjen flinkspindlar. Inga underarter finns listade.